# Kaskikot
Kaskikot (en népalais : कास्कीकोट) est un comité de développement villageois du Népal situé dans le district de Kaski. Au recensement de 2011, il comptait 5 892 habitants.